# Heparina de bajo peso molecular
Las heparinas de bajo peso molecular (LMWH por sus siglas en inglés 
Low-molecular-weight heparin) son una clase de fármacos anticoagulantes. Se utilizan para la prevención y el tratamiento de la trombosis venosa (trombosis venosa profunda y embolia pulmonar) y del infarto de miocardio.
La heparina es un polisacárido de origen natural que inhibe la coagulación. La heparina natural consiste en cadenas moleculares de diferente longitud. Las cadenas de diferente pesos moleculares, entre 5000 y 40 000 Daltons, constituyen la heparina polidispersa apta para uso farmacológico. En cambio, las heparinas de bajo peso molecular consisten solo en pequeñas cadenas de polisacáridos. Las HBPM se definen como sales de heparina con un peso molecular medio inferior a 8000 Da y para las cuales al menos el 60% de sus cadenas también tiene un peso molecular inferior a 8000 Da. Estas se obtienen mediante diversos métodos de fraccionamiento o despolimerización de la heparina polimérica.
La heparina de origen natural, principalmente del intestino porcino o el pulmón bovino, se puede administrar terapéuticamente para prevenir la trombosis. Sin embargo, los efectos de la heparina natural pueden ser más impredecibles que los de las HBPM, lo cual ha hecho cada vez más común el uso de estas últimas frente a la original.
Algunos ejemplos de heparinas de bajo peso molecular son la enoxaparina, la dalteparina, la tinzaparina, la bemiparina o la nadroparina.

## Usos médicos
Debido a que pueden administrarse por vía subcutánea y no requieren de monitorización TTPa, las heparinas de bajo peso molecular permiten el tratamiento ambulatorio de la trombosis venosa profunda o la embolia pulmonar. Esto supone una ventaja frente a la administración de heparina no fraccionada, la cual requiere la hospitalización del paciente.
Además, ya que las HBPM tienen una farmacocinética y un efecto anticoagulante más predecible, su uso es generalmente más recomendable en pacientes con embolia pulmonar severa o para el tratamiento inicial de la trombosis venosa profunda. En comparación con la no intervención, el tratamiento profiláctico de pacientes médicos hospitalizados que utilizan HBPM reduce el riesgo de tromboembolismo venoso, en particular de la embolia pulmonar.
Más recientemente, estos agentes han sido evaluados como anticoagulantes en síndrome coronario agudo (SCA) gestionado por intervención percutánea (PCI).
El uso de HBPM debe ser monitorizado en pacientes con peso extremo o con disfunción renal. También pueden ser utilizadas para mantener la permeabilidad de las cánulas y las derivaciones en pacientes con diálisis.

## Contraindicaciones
Se debe evitar el uso de heparinas de bajo peso molecular en pacientes con alergias conocidas a estas, a la heparina, sulfitos o al alcohol bencílico, en pacientes con sangrado mayor activo o en pacientes con antecedentes de bajo recuento de plaquetas inducido por heparina (conocida como trombocitopenia inducida por heparina). Su uso en altas dosis de tratamiento están contraindicado en hemorragias agudas como la cerebral o gastrointestinal. Las BMPH son más dependientes de la función renal para su excreción que la heparina no fraccionada, por lo que su vida media biológica puede prolongarse en pacientes con insuficiencia renal y se debe evitar su uso en el contexto de una tasa de eliminación de creatinina (CrCl) inferior a 30 ml/min.
Los efectos secundarios más comunes son el sangrado (que en casos extremos puede llegar a ser severo o incluso fatal), las reacciones alérgicas, las reacciones en el lugar de la inyección, y el aumento de las enzimas hepáticas, generalmente sin síntomas. El uso de heparina y HBPM a veces puede complicarse por una disminución en el recuento de plaquetas, una complicación conocida como trombocitopenia inducida por heparina. Se han descrito dos formas: Una forma clínicamente benigna, no inmune y reversible (Tipo I) y una forma rara, más grave e inmuno-mediada (Tipo II). Este último es causado por la formación de auto anticuerpos que reconocen complejos entre la heparina y el factor plaquetario 4 (PF4) y, por lo tanto, se asocia con un riesgo sustancial de complicaciones trombóticas. La incidencia es difícil de estimar, pero puede llegar hasta el 5% de los pacientes tratados con heparina o alrededor del 1% con HBPM.

### Antídoto
En situaciones clínicas en las que es necesario neutralizar el efecto antitrombótico de las HBPM, la protamina se utiliza para neutralizar la heparina al unirse a ella. Sin embargo, la protamina parece neutralizar solo parcialmente la actividad antifactor Xa de las HBPM. Debido a que el peso molecular de la heparina afecta su interacción con protamina, es probable que la falta de neutralización completa del antifactor Xa se deba a una reducción de la unión de la protamina a las porciones de las HBPM en la preparación. La protamina es un medicamento que requiere un alto nivel de precaución cuando se usa.

### Precauciones
Los ensayos con heparinas de bajo peso molecular generalmente excluyen a individuos con farmacocinética impredecible y por tanto, a los pacientes con riesgos como la obesidad grave o en etapas avanzadas de la insuficiencia renal. En estos casos los beneficios de las HBPM se reducen debido al aumento de la vida media de este fármaco en el organismo. Las HBPM deben utilizarse con suma precaución en pacientes que estén siendo sometidos a cualquier procedimiento que involucre anestesia espinal, que presenten alto riesgo de sangrado o en pacientes con antecedentes de trombocitopenias inducidas por heparina.

## Farmacología

### Mecanismo de acción
La cascada de coagulación es un proceso fisiológico normal que tiene como objetivo prevenir la pérdida significativa de sangre (hemorragia) tras una lesión vascular. Sin embargo, hay momentos en los que se pueden formar coágulos de sangre (trombos) cuando no es necesario. Existen algunas condiciones que aumentan el riesgo de desarrollar un coágulo, como la inmovilización prolongada, la cirugía o el cáncer.
La cascada de coagulación consiste en una serie de pasos en los que una proteasa se escinde y posteriormente activa la siguiente en la secuencia. Dado que cada proteasa puede activar varias moléculas de la siguiente proteasa de la serie, esta cascada biológica se amplifica. El resultado de estas reacciones es la conversión de fibrinógeno, una proteína soluble, en hilos insolubles de fibrina. Junto a las plaquetas, los hilos fibrina son los que forman un coágulo de sangre estable.
La antitrombina (AT), un inhibidor de la serina proteasa, es el principal inhibidor plasmático de las proteasas de la coagulación. Las heparinas de bajo peso molecular inhiben el proceso de coagulación uniéndose a la antitrombina mediante una secuencia de pentasacáridos. Esta unión conduce a un cambio conformacional de la AT que aumenta la velocidad a la que inhibe el factor de coagulación X). Una vez disociado, la HBPM es libre para unirse a otra molécula de antitrombina e inhibir más factor X. A diferencia de la AT activada por heparina, la AT activada por HBPM no puede inhibir la trombina (factor IIa), sino que solo puede inhibir el factor de coagulación Xa.
Los efectos de las HBPM no se pueden medir de forma aceptable utilizando las pruebas de tiempo parcial de tromboplastina (TTPa) o tiempo de coagulación activado (TCA). En su lugar, las terapias con HBPM se monitorizan mediante el anti-factor Xa, midiendo la actividad de este en lugar del tiempo de coaglulación. La metodología para realizar un ensayo de anti-factor Xa es añadir al plasma del paciente un exceso conocido de factor X recombinante y un exceso de antitrombina. Si la heparina o una HBPM está presente en el plasma del paciente, esta se unirá a la antitrombina formando un complejo con el factor X, inhibiendo su capacidad para convertirse en factor Xa. La cantidad de factor Xa residual será inversamente proporcional a la cantidad de heparina o HBPM en el plasma. Esta cantidad puede ser detectada añadiendo un sustrato cromogénico que imite al sustrato natural del factor Xa, haciendo que el factor Xa residual lo escinda, liberando un compuesto coloreado que puede ser detectado por un espectrofotómetro. Las deficiencias de antitrombina en el paciente no afectan al ensayo, ya que se proporcionan cantidades excesivas de antitrombina en la reacción. Los resultados se dan en unidades/ml de antifactor Xa, de modo que los valores altos indican altos niveles de anticoagulación y los valores bajos indican niveles bajos de anticoagulación en la muestra de plasma.
Las HBPM tienen una potencia de más de 70 unidades/mg de actividad del anti-factor Xa y una relación entre la actividad anti-factor Xa y la actividad de la antitrombina de >1,5.
| HBM         | Peso molecular medio | Relación de actividad anti-Xa/anti-IIa |
| ----------- | -------------------- | -------------------------------------- |
| Bemiparina  | 3600                 | 9.7                                    |
| Nadroparina | 4300                 | 3.3                                    |
| Reviparina  | 4400                 | 4.2                                    |
| Enoxaparina | 4500                 | 3.9                                    |
| Parnaparina | 5000                 | 2.3                                    |
| Certoparina | 5400                 | 2.4                                    |
| Dalteparina | 6000                 | 2.5                                    |
| Tinzaparina | 6500                 | 1.6                                    |

## Proceso de síntesis

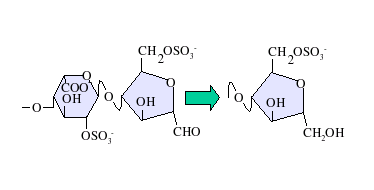
Figura 1: La anhidromanosa en IdoA(2S)-anhidromanosa puede ser reducida a un anhidromanitol

Para la fabricación de las heparinas de bajo peso molecular se utilizan varios métodos de despolimerización de la heparina:
- Despolimerización oxidativa con peróxido de hidrógeno. Se utiliza en la fabricación de ardeparina.
- Escisión desaminativa con nitrito de isoamilo. Se utiliza en la fabricación de certoparina.
- Escisión alcalina beta-eliminativa del éster bencílico de la heparina. Se utiliza en la fabricación de la enoxaparina.
- Despolimerización oxidativa con Cu2+ y peróxido de hidrógeno. Se utiliza en la fabricación de la parnaparina.
- Escisión beta-eliminativa por la enzima heparinasa. Se utiliza en la fabricación de la tinzaparina.
- Escisión desaminativa con ácido nitroso. Se utiliza en la fabricación de la dalteparina, reviparina y nadroparina.

La escisión desaminativa con ácido nitroso resulta en la formación de un residuo no natural de anhidromanosa en el terminal reductor de los oligosacáridos producidos. Esto se puede convertir posteriormente en anhidromanitol utilizando un agente reductor adecuado, como se muestra en la Figura 1.

Figura 2: UA(2S)-GlcNS(6S)

Del mismo modo, tanto la beta-eliminación química como la enzimática dan como resultado la formación de un residuo de uronato insaturado no natural (UA) en el terminal no reductor, como se muestra en la Figura 2.
Además, las heparinas de bajo peso molecular también pueden ser quimioenzimáticamente sintetizadas a partir de disacáridos simples.